# کربوکن
کربوکن(به انگلیسی: Carboquone) دارویی است که در شیمی‌درمانی استفاده می شود.